# Псевдопертити
Псевдопертити (рос. псевдопертиты, англ. pseudoperthites, нім. Pseudoperthite m pl) – 
1) Польові шпати гранітних масивів, які виникли внаслідок заміщення плагіоклазу мікрокліном. (М.Г.Руб, 1960). 
2) Пертитові проростання плагіоклазів, але в іншому оптичному орієнтуванні у відношенні до основної маси. 